# Parti des travailleurs de Turquie (2017)
Le Parti des travailleurs de Turquie (TİP) est un parti politique en Turquie. Le parti est issu d'une scission du Parti communiste de Turquie (TKP) qui a d'abord pris le nom de Parti communiste populaire de Turquie en 2014, puis trois ans plus tard, en 2017, celui de Parti des travailleurs de Turquie. 
Le programme du TIP est de mener « la classe ouvrière vers la révolution » et d'abolir « la propriété privée des moyens de production ». Le parti défend une ligne féministe, écologiste et favorable aux droits LGBT et à ceux des minorités en Turquie, comme les Kurdes.
Il compte une proportion inhabituellement élevée de femmes et de jeunes à la tête de son organisation pour un parti politique en Turquie. Depuis 2017, TİP a établi des sections locales dans plus de 40 villes et districts et est désormais éligible pour participer aux élections turques. Depuis août 2022, il est membre de l'Alliance du travail et de la liberté.

## Histoire
La déclaration constituant la fondation du Parti des travailleurs de Turquie est signée par 146 personnes, dont d'anciens membres du TİP et du TKP, divers représentants d'organisations de masse et de syndicats de travailleurs ou d'étudiants, et universitaires. Le parti est officiellement fondé le 7 novembre 2017. En 2018, la Cour constitutionnelle de Turquie a donné son approbation pour que le parti utilise son nom, car le Parti des travailleurs de Turquie, dont il revendique l'héritage avait déjà été interdit après le coup d’État de 1971.
Le TIP a gagné une popularité inédite pour un parti politique communiste en Turquie depuis le coup d'État de 1980, qui avait conduit à une sanglante répression de l’extrême gauche. Lors des législatives de 2018, Erkan Bas et Baris Atay, deviennent les premiers députés se réclamant du communisme en Turquie depuis près de cinquante ans.
Après le séisme du 6 février 2023 dans le sud-est du pays, le TIP se mobilise en solidarité avec les sinistrés. À Antakya, le parti monte un camp et distribue repas chauds, produits de première nécessité et médicaments. 
Au cours de l'année 2023, l'organisation passe de 10 000 adhérents à environ 40 000.
L'un de ses députés, Can Atalay, est condamné en avril 2022 à dix-huit ans de prison. Il est accusé d’avoir cherché, avec le philanthrope Osman Kavala – condamné à la « perpétuité aggravée » – à renverser le régime de Recep Tayyip Erdoğan à travers le mouvement protestataire de 2013 qui avait poussé 3,5 millions de personnes à manifester contre le régime. Bien que théoriquement protégé par la Constitution turque, qui accorde l’immunité aux députés, le système judiciaire décide de maintenir sa détention et les députés de l'AKP votent sa destitution en janvier 2024.

Drapeau du parti

## Élections
Lors des élections générales turques de 2018, le parti a fait alliance avec le Parti démocratique des peuples. Il a remporté deux sièges lors de cette élection. Le président du parti, Erkan Baş a été élu dans la première circonscription électorale d'Istanbul et le vice-président, Barış Atay a été élu dans la province de Hatay. Ahmet Şık a également rejoint le parti en tant que troisième député en avril 2021, peu de temps après sa démission du HDP. La députée d'Istanbul du Parti républicain du peuple, Sera Kadıgil, a rejoint le Parti des travailleurs de Turquie le 25 juin 2021. Avec elle, le nombre de députés du TİP au parlement est passé à quatre.
En amont des élections générales turques de 2023, le TIP fait alliance avec d'autres partis de gauche et écologistes au sein de l'Alliance du travail et de la liberté. Il se présente derrière sa propre liste électorale et est rejoint par le Parti de la démocratie ouvrière et le Parti des verts. Il soutient la candidature de Kemal Kılıçdaroğlu (CHP) à l'élection présidentielle face à Recep Tayyip Erdoğan.

## Idéologie et programme

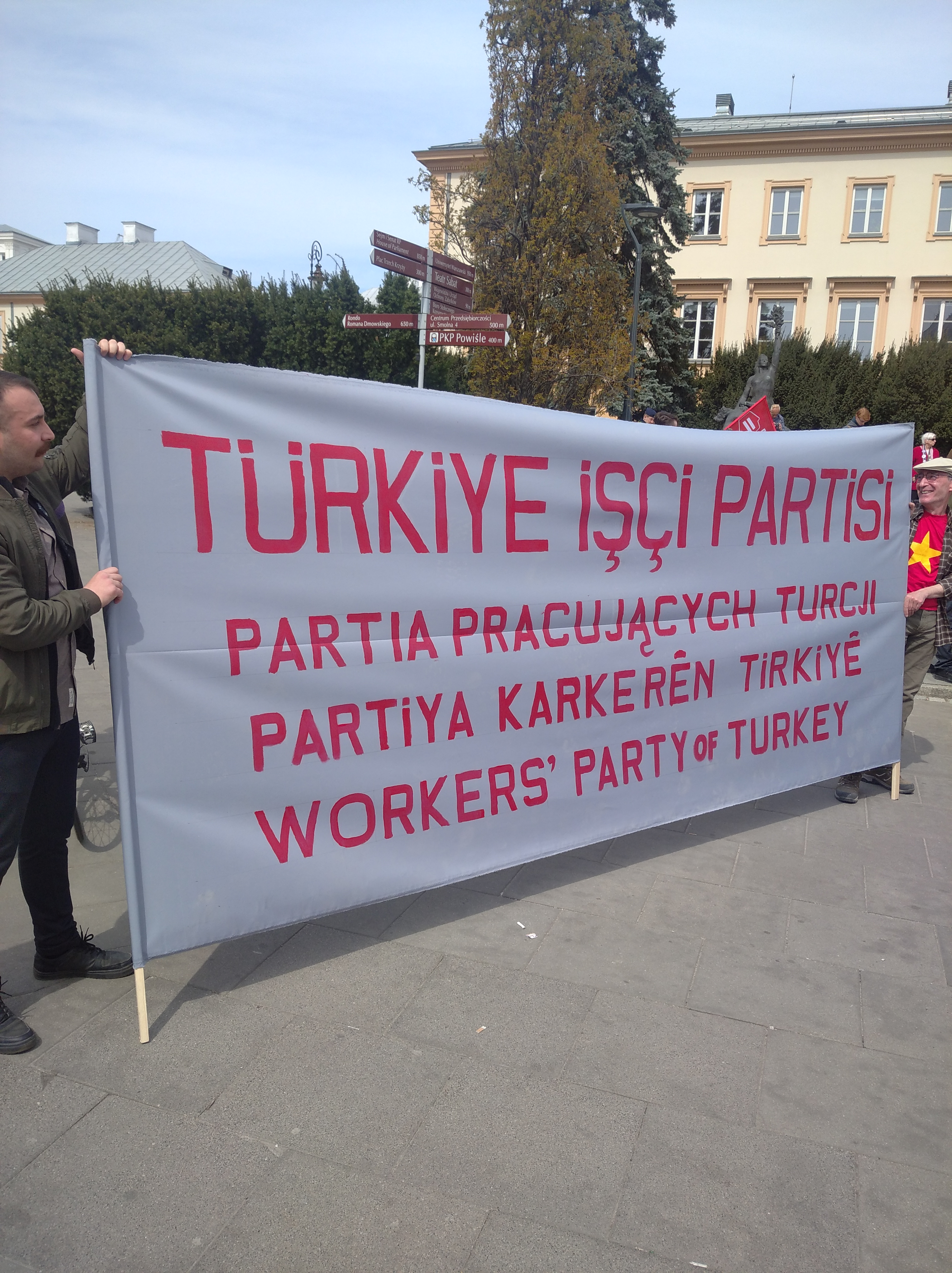
Membre du Parti des travailleurs de Turquie en Pologne.

Des membres du Parti des travailleurs de Turquie distribuent des tracts à Kadıköy.

Le Parti des travailleurs de Turquie revendique être un parti ouvrier, marxiste-léniniste et internationaliste. Selon son programme, qui commence par une section intitulée « L'actualité du socialisme », le but du parti est la prise du pouvoir politique par la classe ouvrière et ses alliés. Le TIP emploie également une rhétorique populiste contre l'establishment politique en Turquie, soulignant l'antagonisme entre le peuple et l'élite,, notamment par le slogan « 99 % contre une poignée de copains avides ». Tanıl Bora (tr) caractérise la vision idéologique du parti comme une « réconciliation du populisme de gauche et de l'orthodoxie marxiste »,.
Le Parti des travailleurs de Turquie est contre des institutions telles que l'OTAN, l'UE et le FMI, car il les considère comme des extensions du capitalisme et de l'impérialisme. De même, il s'oppose aux régimes autoritaires et à ses dirigeants, comme la Russie, les Émirats arabes unis et l'Arabie saoudite,. Le TİP a condamné l'invasion russe de l'Ukraine, en particulier les politiques bellicistes du président Vladimir Poutine et l’expansionnisme de l'OTAN, appelant à la paix et évitant la propagation et l'escalade du conflit.
Le parti prône les libertés individuelles, le républicanisme, la démocratie et la laïcité et se positionne contre les tendances racistes, fascistes et sectaires. Dans leurs publications et les discours des parlementaires du parti, l'importance des mouvements sociaux tels que le mouvement des femmes, le mouvement écologiste et le mouvement LGBT est régulièrement mis en avant,,. TİP vise également à créer un système démocratique où le peuple se représente et a le pouvoir politique dans le pays, plutôt que ce pouvoir soit limité à une élite,. En ce sens, Erkan Baş a appelé à la mise en œuvre d'une politique participative pour l'ensemble de la société, transformant le peuple en "sujets politiques" par des moyens tels que la démocratie électronique, la démocratie directe, la participation populaire et la transparence,.
Le Parti des Travailleurs de Turquie s'oppose à toutes les interventions étrangères des acteurs impérialistes, en particulier celles visant le Moyen-Orient, le Caucase et les Balkans, ainsi qu'aux actions agressives auxquelles participe également le gouvernement turc. Conformément à leur position, en octobre 2021, les parlementaires du TİP ont voté contre le mandat prolongeant le déploiement militaire turc en Syrie et en Irak jusqu'en 2023,.
Le parti prône la paix et la fraternité entre les peuples turcs et kurdes en Turquie et entre les peuples du monde et de la région.

## Relations internationales
Le parti a un comité international qui propage les politiques du parti à l'échelle internationale dans différentes langues du monde. Le Comité international publie un bulletin mensuel en anglais.

## Résultats électoraux

### Élections législatives
| Année | Voix           | %              | Sièges  | Rang | Gouvernement |
| ----- | -------------- | -------------- | ------- | ---- | ------------ |
| 2018  | Au sein du HDP | Au sein du HDP | 2 / 600 |      | Opposition   |
| 2023  | 940 230        | 1,73           | 4 / 600 | 8e   | Opposition   |